# Llosa de Ranes
Llosa de Ranes (cuyo nombre oficial en valenciano es La Llosa de Ranes) es un municipio de la Comunidad Valenciana, España. Perteneciente a la provincia de Valencia, en la comarca de La Costera. Cuenta con una población de 3736 habitantes (INE 2024).

## Geografía

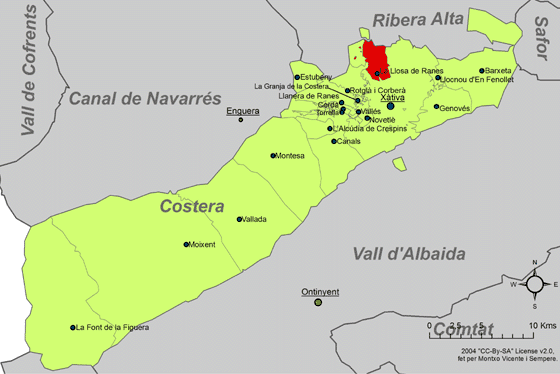
Localización en la comarca de La Costera

El municipio se sitúa más en el norte de la subcomarca de La Costera de Ranes, al pie de la sierra de Santa Anna (344 m) y de la cadena de tozales que forman las dos vertientes del puerto de Càrcer y que separan La Costera de la Ribera.
El término, de 7,1 km², tiene una forma alargada en dirección norte-sur, y va desde la referida cadena de tozales y la fuente Piojosa (o del Piojo), a tramontana, hasta el barranco de los Carniceros, al extremo del mediodía.
Se sitúa a 60 kilómetros de la capital provincial. El término municipal está atravesado por la carretera autonómica CV-58 (antigua N-340 entre los pK 848-849 y 852-853) y por la Autovía del Mediterráneo (A-7). La antigua carretera nacional cruza el puerto de Cárcer (175 m) en el pK 852 antes de pasar al valle del Júcar. El relieve del municipio presenta dos partes bien diferenciadas. La mitad septentrional está ocupada por una serie de cerros (Serreta del Randero) cuya máxima elevación la constituye el Creu de la Saliva (341 m), sobre el que se levantan las ruinas de la ermita de Santa Ana. La mitad meridional la forma un llano sedimentario con alturas inferiores a los cien metros y ocupado por los cultivos de regadío. Hacia el sur corren los barrancos de aguas temporales de Foya y del Salto, tributarios del río Cáñoles. La población está edificada en la falda de un cerro, lo que da origen a la pendiente que presentan algunas calles, a una altitud de 109 m sobre el nivel del mar. La altitud oscila entre los 341 m al norte y los 80 m al sur.

### Localidades limítrofes
| Noroeste: Játiva (exclave) | Norte: Alcántara de Júcar y Benegida | Noreste: Villanueva de Castellón |
| Oeste: Rotglá y Corbera    |                                      | Este: Játiva                     |
| Sudoeste: Játiva           | Sur: Játiva                          | Sudeste: Játiva                  |

### Clima
El clima de Llosa de Ranes es mediterráneo típico. En esta población los inviernos se pasan con temperaturas templadas, mientras que los veranos son calurosos, con temperaturas máximas que normalmente no superan los 35 °C. Las heladas son raras, y la nieve muy rara. En otoño se puede producir la gota fría.

## Historia
El nombre de la Llosa proviene con toda probabilidad –como otros muchos con la misma denominación– de la vía romana, en concreto de la que iba hacia Saetabis, la Játiva romana, y haría referencia a las piedras planas que la conformaban. En cambio, la etimología LLOC SA, que ha tenido cierta difusión, es una suposición que lanzó el ya referido Cabanilles sin ningún cimiento, porque no hay ningún documento que doy testigo. El determinativo de Ranes, que se usa para diferenciarla otras poblaciones dichas también Llosa, proviene del nombre de la subcomarca de La Costera de Ranes, y en concreto de la alquería de Rahana, que aparece mencionada en el Libro del Reparto (siglo XIII) y que estaba situada al final del curso de la acequia de Ranes, dentro del término actual de Rotglá y Corbera.
El término era casi todoterreno de secano, excepto la reducida extensión comprendida entre la acequia de la Llosa, que atraviesa el pueblo, y el barranco de los Carniceros.
Tenemos constancia documental de la Llosa al menos desde el 1373, cuando se menciona «la alquería apelada la Losa de Berenguer Fort». Las listas de pagadores del impuesto del *morabatí nos muestran que en el siglo XV sus pobladores eran cristianos, a diferencia de los otros lugares y alquerías de la comarca, habitados casi exclusivamente por musulmanes. El 1520 el lugar se convirtió en realengo, puesto que doce labradores, seis de la Llosa y seis de Játiva, compraron el lugar al noble Joan Sanç.

## Símbolos de la ciudad
El escudo y la bandera de Llosa de Ranes son los símbolos representativos del municipio de la Llosa de Ranes, en La Costera, Comunidad Valenciana.

### Escudo
El escudo actual oficial de Llosa de Ranes tiene el siguiente blasonamiento:
Es un escudo cuadrilongo de punta redonda, medio partido y truncado. Al primer cuartel, en campo de oro, cuatro palos de gules. Al segundo cuartel, de plata, una ala de gules. Al tercer cuartel, de azur, una alquería o poblado de oro, mazonada y aclarada de sable, sobre olas de plata y de azur. Por timbre, una corona real abierta.

### Bandera
La bandera oficial de Llosa de Ranes tiene la siguiente descripción:
Es una bandera de proporciones 2:3. Partida por mitad horizontal. En la parte superior bajo un fondo rojo y en el centro una alquería de oro, mazonada y aclarada de sable acercada de dos escudetes medievales, truncados: en el primer cuartel: de oro cuatro palos de gules, en el segundo de plata, un ala de gules. En la parte inferior, de blanco olas de azur.

## Demografía
Llosa de Ranes cuenta con una población de 3736 habitantes (INE 2024).
| Gráfica de evolución demográfica de Llosa de Ranes entre 1842 y 2021                                                |
| |
| Población de derecho según los censos de población del INE Población de hecho según los censos de población del INE |

## Economía
La economía del municipio se basa en la agricultura, industria y los servicios.
Hasta el final del siglo XX, los principales cultivos eran la uva de mesa y el tabaco, pero el provecho económico a través de la Cooperativa del campo llevó la producción agrícola hacia el actual cultivo de los cítricos, ciruelas y caquis. Los terrenos no cultivados tienen monte bajo y buenos pinares en las umbrías que miran al valle del río Júcar. Hay ganado vacuno, porcino, caprino y avícola, pero en pequeñas proporciones.

## Política y gobierno
Composición del semicírculo actual de la ciudad
El Pleno del Consistorio está formado por 11 regidores. En las elecciones municipales del 28 de mayo de 2023 fueron elegidos 6 regidores del Partido Popular (PP), 3 del Partido Socialista del País Valenciano (PSPV-PSOE) y 2 de Compromís por la Llosa de Ranes (Compromís).
| Periodo   | Nombre                              | Partido                           |
| --------- | ----------------------------------- | --------------------------------- |
| 1979-1983 | Salvador Delgado de Molina Casanova | AIV (Agrup. Independ. valenciana) |
| 1983-1987 | Salvador Delgado de Molina Casanova | AP-PDP-UL-UV (Alianza Popular)    |
| 1987-1991 | Salvador Delgado de Molina Casanova | Unión Valenciana (UV)             |
| 1991-1995 | Antonio Sanfélix Juan               | PP                                |
| 1995-1999 | Antonio Sanfélix Juan               | PP                                |
| 1999-2003 | Ramón Climent López                 | PSPV-PSOE                         |
| 2003-2007 | Evarist Aznar Teruel                | PP                                |
| 2007-2011 | Evarist Aznar Teruel                | PP                                |
| 2011-2015 | Evarist Aznar Teruel                | PP                                |
| 2015-2019 | Evarist Aznar Teruel                | PP                                |
| 2019-2023 | Evarist Aznar Teruel                | PP                                |
| 2023-act. | Salvi Pardo Escuriet                | PP                                |

- Salvi Pardo entró al consistorio haciendo historia, dado que ha sido la primera mujer alcaldesa de la Llosa de Ranes.[10]

### Corrupción
Desde el 2016 el que fue alcalde del pueblo durante 20 años, Evarist Aznar, se encuentra investigado porque presuntamente fue un "zombi" en la empresa Ciegsa, en la cual cobraba sin trabajar.

## Patrimonio de la ciudad
- Iglesia de la Natividad de nuestra Señora (Església de la Nativitat de la nostra Senyora): es un edificio del siglo XVI, reformado en los siglos XVII y XX ubicado en centro del núcleo antiguo. La iglesia da en la plaza Mayor y en la calle San Cristóbal. Su estructura es de una sola nave, con tres accesos, una torre campanario y una cúpula al altar. Aunque es una iglesia de sencilla y de escasa decoración, su fachada destaca por una pequeña escalinata, por sus pilares de estilo jónico y un friso decorado con rosetones de piedra.[13]
- Ermita del Cristo del Milagro (Ermita del Crist del Miracle): es un edificio de estilo barroco del siglo XVIII, ubicado en un entorno natural. La ermita está conformada por una nave de tres tramos, en la cual se ubica una pequeña cúpula cercada, decorada con fragmentos cerámicos de colores. En un lateral de la fachada hay una pequeña torre campanario. Junto a la ermita hay una vivienda que da servicio a la persona encargada de su mantenimiento. La edificación es austera, los muros están hechos de bloques de piedra, revestidos de estucado blanco, rematados por unas molduras en la cornisa, y los montantes de color grisáceo.[14]

A su vez, esta ermita alberga las cuatro imágenes que procesionan en la Semana Santa: Jesús Nazareno, Cristo Crucificado, Cristo Yacente y Virgen de los Dolores.
- Ermita de Santa Ana: fue construida en el siglo XV y se encuentra situada en la cima de la montaña de Santa Ana, término que pertenece al municipio de Llosa de Ranes, pero pertenece a la localidad de Játiva. Este monumento es lo más moderno de los tres edificios conservados de vuelta de crucería, y el único sin ningún arco ojival; su estilo es gótico flamígero. El edificio es de planta rectangular, con contrafuertes y puerta semicircular de dovelas lisas. Es un punto visual de importancia y forma parte de la ruta Borja.[16]
- Baños de Santa Ana (Banys de Santa Anna): las ruinas de un antiguo balneario de aguas termales de finales del siglo XIX y principios del XX se encuentran subiendo a la Ermita de Santa Ana. El edificio consta de tres plantas.A día de hoy, esta zona se ha ampliado con una piscina y su fin continúa siendo de descanso y de ocio.[17]

Dentro del pueblo encontramos numerosas fuentes abastecidas por las aguas de la Mota, río que brota a la salida del municipio, como la fuente de la iglesia, la fuente del Botón o la fuente del Rincón, y otras abastecidas por el agua del Xàrcol, como la fuente de la plaza Mayor o el lavadero de la Glorieta.
- Museo de la Casa del Pozo: la casa burguesa del Pou, que alojaba antiguamente el Ayuntamiento, fue convertida en museo en 1979. El museo presenta los hitos socioculturales más importantes, en un recorrido por el ciclo vital y social de Llosa de Ranes, donde destaca la importancia del barrio de París, la singularidad de la danza del vetlatori, las fuentes del pueblo o la ermita de Santa Anna y su romería. La colección de pintura está compuesta por 38 cuadros con temática religiosa y bodegones; también encontramos un apartado de colección destinado a la cerámica prehistórica y finalmente podemos visitar algunos de los materiales de la Sociedad Musical de la Losa de Ranes.[19]

## Gastronomía
Es muy popular el queso blanco (formatge blanquet, en valenciano). Su producción en masa y sus distinciones internacionales, han supuesto una gran fuente de ingresos para la población, como también lo son la industria de carrocerías de automóvil, colchones y mueble de baño, que crean decenas de puestos de trabajo en la comarca.
Destaca la gran variedad de arroces, como el arroz al horno con judías y nabos «fessols i naps, en valenciano», el arroz a banda y la paella valenciana.Son muy afamados algunos de sus dulces, principalmente el arnadí, al igual que los pasteles de boniato.

## Fiestas locales
Romería a Santa Anna: Esta romería se celebra cada 1 de mayo donde tras recorrer con una caña los 4 km que separan el pueblo y la ermita de Santa Anna se hace un tradicional espectáculo de danzas y al finalizar una misa en honor a la santa. Luego, los Romeros comen entre el albergue, la sierra de Santa Anna y alrededores para recuperar fuerzas, a las 18:30 se procede a recorrer el camino de vuelta al pueblo.
Desde el 2024 es considerada como fiesta de interés turístico provincial tras haberse solicitado el año anterior su propuesta para dicho título.
- Fiestas Patronales. Celebra sus fiestas patronales a la Virgen de la Natividad el último lunes del mes de agosto, y al Cristo del Milagro el día siguiente. Lo más reconocido de estas fiestas patronales es el gran encuentro de bandas.[24]

## Sociedad Musical de la Llosa de Ranes
La banda se creó en 1921 y no fue hasta 1928 cuando se aprobaron los primeros estatutos de reglamento de régimen interno que constituirian definitivamente la entidad en Sociedad Musical.
En referencia a premios, hay que destacar: el primer premio y mención de honor en la primera sección del XXXVI Certamen de la Comunidad Valenciana 2014, el primer premio y mención de honor en la primera sección del XXXVIII Certamen Provincial de Bandas de Música de la Diputación de Valencia 2014, el primer premio y mención de honor de la segunda sección del XXXIII Certamen de Bandas de Música de la Comunidad Valenciana 2011 y el primer premio y mención de honor a la segunda sección del XXXV Certamen Provincial de Bandas de Música de la Diputación de Valencia 2011, entre otros. También ha participado en Festivales importantes a nivel nacional e internacional como el de la Feria de Xàtiva, La Sonia (Tarragona), Mellid (Galicia), Innsbruck y Feldkirch (Austria)
A su vez ha realizado dos trabajos discográficos: “El so del pobre” (2007), una compilación de las piezas musicales más representativas de Llosa de Ranes y “El sò del triomf” (2014), trabajo que resume los éxitos de los cuatro primeros premios con mención de honor conseguidos en 2011 y 2014 en los certámenes provincial y autonómico.
En conmemoración del centenario de la Sociedad Musical de la Llosa de Ranes la banda de 85 músicos visitó el pasado 19 de septiembre de 2021 el estadio de Mestalla al partido del Valencia CF contra el Real Madrid en Mestalla. Interpretó durante el partido "Capellino", "La Vereda", "Pajarita", "75 aniversari dels andalusos" y "el pasdoble La Llosa de Ranes".

## Club Deportivo La Llosa de Ranes( CD Llosa)
El club se fundó en 1980 y actualmente el equipo juega en Segunda FFCV. en su historial cuentan con 10 temporadas en Primera FFCV( cuando aún tenía su antigua denominación Regional Preferente) y llegaron a disputar 3 temporadas en la Tercera División( actualmente 3RFEF)
En lo que llevan de temporada 2023/24 el CD Llosa ha conseguido un total de 10 victorias, 4 empates y 11 derrotas. El máximo goleador actual del club es Ibrahim El Omari con un total de 6 goles. Además Carlos Martínez Francés, con un total de 1989 minutos jugados se posiciona como el segundo portero menos goleado de la liga con 12 goles encajados, por detrás de Sergio Climent Casanova, del Vall dels Alcalans con 10.